# Phrynobatrachus ghanensis
Espèce
Statut de conservation UICN

 NT  : Quasi menacé
Phrynobatrachus ghanensis est une espèce d'amphibiens de la famille des Phrynobatrachidae.

## Répartition
Cette espèce se rencontre dans le sud-est de la Côte d'Ivoire et le Sud du Ghana. Son aire de répartition est fragmentée et comprend notamment le parc national du Banco en Côte d'Ivoire et cinq parcs ou réserves au Ghana,. 

## Étymologie
Son nom d'espèce, composé de ghan[a] et du suffixe latin -ensis, « qui vit dans, qui habite », lui a été donné en référence au lieu de sa découverte, le Ghana.

## Publication originale
- Schiøtz, 1964 : A preliminary list of amphibians collected in Ghana. Videnskabelige Meddelelser fra Dansk Naturhistorisk Forening i Kjøbenhavn, vol. 127, p. 1-17.